# Wiswell
Wiswell is een civil parish in het bestuurlijke gebied Ribble Valley, in het Engelse graafschap Lancashire.

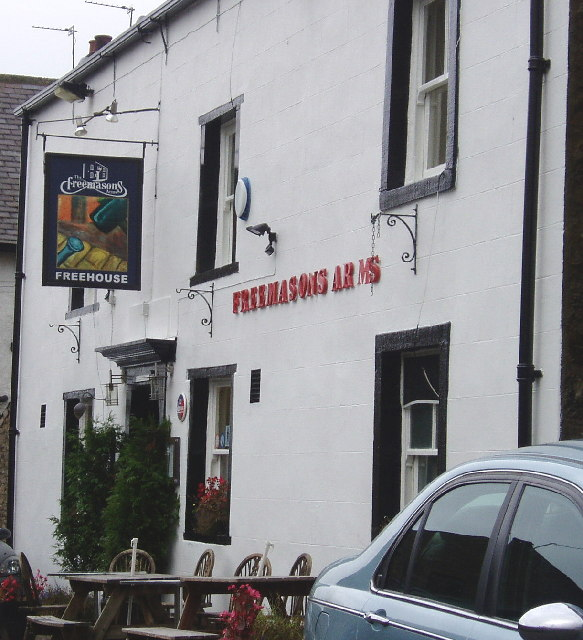
Pub